# Niklas Karlsson
Niklas Karlsson (7 maggio 1980) è un ex fondista svedese.

## Biografia
In Coppa del Mondo esordì il 7 marzo 2001 a Falun (63°) e ottenne l'unico podio il 20 marzo 2005 nella medesima località (3°). Non partecipò né a rassegne olimpiche né iridate.

## Palmarès

### Coppa del Mondo
- Miglior piazzamento in classifica generale: 108º nel 2006
- 1 podio (a squadre)
  - 1 terzo posto